# Tupolev Tu-444
Dimensions
Le Tupolev Tu-444 est un projet d'avion civil d'affaires supersonique développé par le constructeur russe Tupolev.